# Nagroda Saturn w kategorii najlepszy horror
Laureaci nagrody Saturn w kategorii najlepszy horror:

## Lata 70
Legenda:  Zwycięzcy 
| Rok       | Film                                           |
| --------- | ---------------------------------------------- |
| 1972      | Blacula                                        |
| 1973      | Egzorcysta                                     |
| 1973      | Arnold                                         |
| 1973      | Krwawy teatr                                   |
| 1973      | Legenda piekielnego domu                       |
| 1973      | Linia śmierci                                  |
| 1973      | Nie oglądaj się teraz                          |
| 1973      | Schlock                                        |
| 1973      | Scream Blacula Scream                          |
| 1973      | Siostry                                        |
| 1973      | Tales That Witness Madness                     |
| 1973      | Terror House                                   |
| 1973      | Terror in the Wax Museum                       |
| 1973      | Vault of Horror                                |
| 1974/1975 | Młody Frankenstein                             |
| 1974/1975 | Czarne święta                                  |
| 1974/1975 | The Rocky Horror Picture Show                  |
| 1974/1975 | Upiór z raju                                   |
| 1974/1975 | Vampira                                        |
| 1974/1975 | Żuk                                            |
| 1976      | Spalone ofiary                                 |
| 1976      | Carrie                                         |
| 1976      | House of Mortal Sin                            |
| 1976      | Obsesja                                        |
| 1976      | Omen                                           |
| 1976      | Pokarm bogów                                   |
| 1976      | Zjedzeni żywcem                                |
| 1977      | Mała dziewczynka, która mieszka na końcu drogi |
| 1977      | Bractwo strażników ciemności                   |
| 1977      | Dogs                                           |
| 1977      | Królestwo pająków                              |
| 1978      | Kult                                           |
| 1978      | Dotknięcie Meduzy                              |
| 1978      | Halloween                                      |
| 1978      | Magia                                          |
| 1978      | Pirania                                        |
| 1979      | Dracula                                        |
| 1979      | Horror Amityville                              |
| 1979      | The Mafu Cafe                                  |
| 1979      | Miłość od pierwszego ukąszenia                 |
| 1979      | Mordercze kuleczki                             |

## Lata 80
1980: Skowyt

nominacje:
- Lśnienie
- Mgła
- W przebraniu mordercy
- Zamroczenie

1981: Amerykański wilkołak w Londynie

nominacje:
- Halloween 2
- Martwy i pogrzebany
- Upiorna opowieść
- Wilkołaki

1982: Duch

nominacje:
- Coś
- Koszmarne opowieści
- Potwór z bagien
- Śmiertelna pułapka

1983: Martwa strefa

nominacje:
- Christine
- Cujo
- Strefa mroku
- Twierdza

1984: Gremliny rozrabiają

nominacje:
- Koszmar z ulicy Wiązów
- Podpalaczka
- Potwór
- Ucieczka w sen

1985: Postrach nocy

nominacje:
- Koszmar z ulicy Wiązów II: Zemsta Freddy’ego
- Powrót żywych trupów
- Re-Animator
- Siła witalna

1986: Mucha

nominacje:
- Duch II: Druga strona
- Psychoza 3
- Sklepik z horrorami
- Zza światów

1987: Straceni chłopcy

nominacje:
- Blisko ciemności
- Dyniogłowy
- Koszmar z ulicy Wiązów 3: Wojownicy snów
- Martwe zło 2
- Hellraiser: Wysłannik piekieł

1988: Sok z żuka

nominacje:
- Gabinet figur woskowych
- Halloween 4: Powrót Michaela Myersa
- Hellraiser: Wysłannik piekieł II
- Koszmar z ulicy Wiązów IV: Władca snów
- Laleczka Chucky
- Nierozłączni

## Lata 90
1989/90: Arachnofobia

nominacje:
- Człowiek ciemności
- Egzorcysta III
- Mucha 2
- Narzeczona reanimatora
- Nocne plemię
- Smętarz dla zwierzaków
- Strażnik
- Święta krew

1991: Milczenie owiec

nominacje:
- Części ciała
- Dzieci nocy
- Laleczka Chucky 3
- Misery
- Noc żywych trupów
- Sypiając z wrogiem
- Ukochana laleczka

1992: Drakula

nominacje:
- Candyman
- Hellraiser III: Piekło na ziemi
- Martwica mózgu
- Nagi instynkt
- Ręka nad kołyską
- Twin Peaks: Ogniu krocz ze mną

1993: Armia ciemności

nominacje:
- Kalifornia
- Mroczna połowa
- Nieuchwytny cel
- Sprzedawca śmierci
- Synalek
- Zaginiona bez śladu

1994: Wywiad z wampirem

nominacje:
- Cronos
- Frankenstein
- Komary
- Kruk
- Nowy koszmar Wesa Cravena
- Wilk

1995: Od zmierzchu do świtu

nominacje:
- Armia Boga
- Miasto zaginionych dzieci
- Niemy świadek
- W paszczy szaleństwa
- Władca demonów
- Władca iluzji

1996: Krzyk

nominacje:
- Mokra robota
- O miłości i śmierci
- Przerażacze
- Relikt
- Szkoła czarownic

1997: Adwokat diabła

nominacje:
- Anakonda
- Koszmar minionego lata
- Krzyk 2
- Mutant(inne języki)
- Odwieczny wróg

1998: Uczeń szatana

nominacje:
- Blade: Wieczny łowca
- Halloween: 20 lat później
- Łowcy wampirów
- Narzeczona laleczki Chucky
- Oni

1999: Szósty zmysł

nominacje:
- Blair Witch Project
- Drapieżcy
- Jak wykończyć panią T.?
- Jeździec bez głowy
- Stygmaty

## 2000–2009
2000: Oszukać przeznaczenie

nominacje:
- Co kryje prawda
- Dotyk przeznaczenia
- Dracula 2000
- Requiem dla snu
- Ulice strachu: Ostatnia odsłona

2001: Inni

nominacje:
- Hannibal
- Kręgosłup diabła
- Smakosz
- Trzynaście duchów
- Z piekła rodem

2002: The Ring

nominacje:
- Atak pająków
- Blade: Wieczny łowca II
- Królowa potępionych
- Resident Evil
- Ręka Boga

2003: 28 dni później

nominacje:
- Freddy kontra Jason
- Oszukać przeznaczenie 2
- Smakosz 2
- Śmiertelna gorączka
- Teksańska masakra piłą mechaniczną
- Underworld

2004: Wysyp żywych trupów

nominacje:
- Blade: Mroczna trójca
- Ocean strachu
- Piła
- Świt żywych trupów
- The Grudge – Klątwa
- Van Helsing

2005: Egzorcyzmy Emily Rose

nominacje:
- Constantine
- Klucz do koszmaru
- Piła II
- Wolf Creek
- Ziemia żywych trupów

2006: Zejście

nominacje:
- Hostel
- Oszukać przeznaczenie 3
- Piła III
- Robale
- Węże w samolocie

2007: Sweeney Todd: Demoniczny golibroda z Fleet Street

nominacje:
- 1408
- 30 dni mroku
- Ghost Rider
- Grindhouse
- Mgła

2008: Hellboy: Złota armia

nominacje:
- Cierń
- Kwarantanna
- Mumia: Grobowiec cesarza smoka
- Nieznajomi

2009: Wrota do piekieł

nominacje:
- Frozen
- Ostatni dom po lewej
- Saga „Zmierzch”: Księżyc w nowiu
- The Box. Pułapka
- Zombieland

## 2010–2019

### Najlepszy horror/thriller
2010: Pozwól mi wejść

nominacje:
- Amerykanin
- Czarny łabędź
- Kick-Ass
- Wilkołak
- Wyspa tajemnic

2011: Dziewczyna z tatuażem

nominacje:
- Epidemia strachu
- Take Shelter
- Przetrwanie
- Coś
- Sobowtór diabła

2012: Dom w głębi lasu

nominacje:
- Operacja Argo
- Wróg numer jeden
- Niemożliwe
- 7 psychopatów
- Kobieta w czerni

2013: Obecność

nominacje:
- To już jest koniec
- Carrie
- Wiecznie żywy
- Noc oczyszczenia
- Mama

2014: Dracula: Historia nieznana

nominacje:
- Tylko kochankowie przeżyją
- Babadook
- Noc oczyszczenia: Anarchia
- Rogi
- Anabelle

2015: Crimson Peak. Wzgórze krwi

nominacje:
- Wizyta
- Coś za mną chodzi
- Krampus. Duch Świąt
- Naznaczony: rozdział 3
- Co robimy w ukryciu

2016: Nie oddychaj

nominacje:
- Czarownica: Bajka ludowa z Nowej Anglii
- Ouija: Narodziny zła
- Obecność 2
- Demon
- Zombie express
- Autopsja Jane Doe

2017: Uciekaj!

nominacje:
- Annabelle: Narodziny zła
- Uważaj, kochanie
- Podwodna pułapka
- Mother!
- To

2018: Ciche miejsce

nominacje:
- Truposze nie umierają
- Halloween
- Dziedzictwo
- Operacja Overlord
- Smętarz dla zwierzaków
- To my